# Bardolino Chiaretto spumante
Il Bardolino Chiaretto spumante è un vino DOC la cui produzione è consentita nella provincia di Verona.

## Caratteristiche organolettiche
- colore: rosa tendente al granato con l'invecchiamento, spuma sottile con grana fine e persistente.
- odore: vinoso con leggero profumo delicato.
- sapore: secco, sapido, leggermente amarognolo.

## Produzione
Provincia, stagione, volume in ettolitri
- Verona  (1990/91)  34.674,02